# Hiến chương 97

Hiến chương 97 logo

Hiến chương 97 (hay Charta'97, tiếng Nga: Хартия'97, tiếng Belarus: Хартыя'97, tiếng Anh: Charter'97) là một tuyên ngôn cổ vũ cho một Belarus dân chủ và cũng là tên đặt cho tổ chức nhân quyền mà có blog đối lập chính quyền cũng tên là charter97.org.

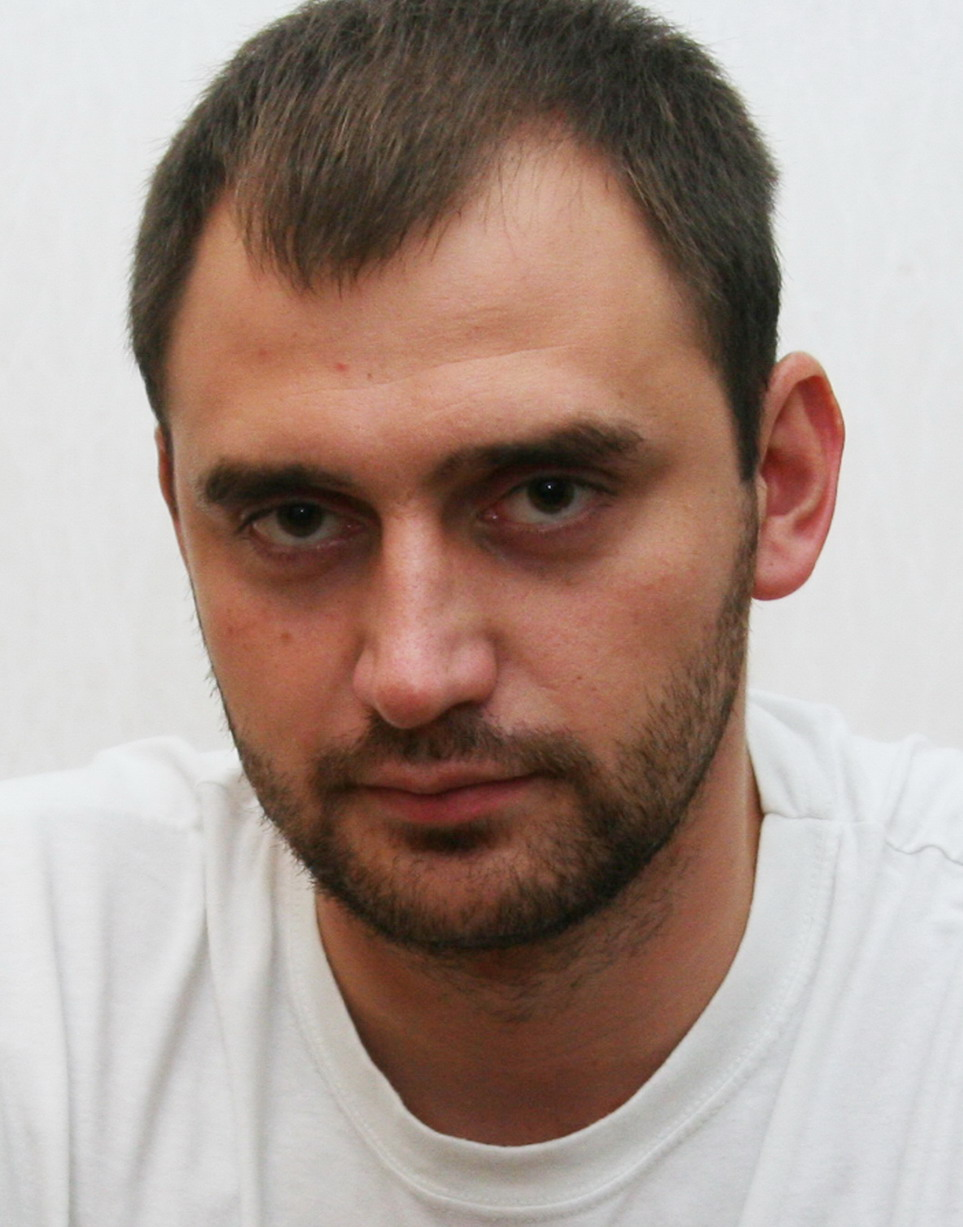
Một biên tập viên lâu năm của charter97.org Alexander Otroschenkov bị kết án 4 năm tù vào tháng 3 năm 2011.

## Thành lập và hoạt động
Tên Hiến chương 97 hình thành dựa vào Hiến chương 77 của Tiệp Khắc, kỷ niệm 1 năm của cuộc trưng cầu dân ý vào năm 1996 gây nhiều tranh cãi, mà tổng thống Aliaksandr Lukašenka đã cho thực hiện để lấy sự chấp thuận cho chính sách cải tổ chính trị của mình, đảm bảo ông có thêm nhiều quyền lực và tạo ra một khuôn khổ hợp pháp cho thể chế chuyên chế của ông ta. Để phản đối cuộc bỏ phiếu này và sự vi phạm nhân quyền liên tục, vào ngày 10 tháng 11 năm 1997 một nhóm ký giả độc lập đã cho công bố một tuyên ngôn chống lại sự phá hoại chủ quyền quốc gia Belarus, mà thời đó được hầu hết các báo tự do đăng lên. Những người ký tên kêu gọi dấn thân cho những nguyên tắc độc lập, tự do và dân chủ, sự bảo vệ cho nhân quyền và hỗ trợ cho những người, mà muốn chiến đấu chiến thắng chế độ độc tài và khôi phục lại nền dân chủ ở Belarus.
Trên căn bản của Hiến chương 97, một liên minh đối lập được thành lập, trong ủy ban tổ chức có lúc có những chính trị gia nổi tiếng như Andrej Sannikau hay Aljaksandr Milinkewitsch. Chỉ trong một thời gian ngắn, liên minh này đã được ủng hộ bởi khoảng 100 người có danh tiếng trong giới chính trị và văn hóa Belarus và họ đã lập chiến dịch ký tên, mà đã lấy được toàn quốc khoảng 100.000 chữ ký ủng hộ hiến chương.
Từ 1998 liên minh đã cho ra đời trang mạng charter97.org, đăng những tin tức báo chí ngoại quốc viết về Belarus và những hoạt động của phe đối lập trong nước. Trang này bây giờ là một trong những phương tiện truyền thống cuối cùng để có được những tin tức độc lập với chính quyền. Những văn phòng của ban biên tập trong những năm sau này luôn bị đột nhập và đập phá, tuy nhiên những tội ác này không lần nào truy ra được thủ phạm, cho nên người ta nghi ngờ là, chính nhà cầm quyền đã đứng sau những vụ này.
Vào tháng 9 năm 2010, Aleh Bjabenin, người thành lập trang mạng này, đã chết trong nhà ông. Trong khi những cơ quan chính thức cho là ông đã treo cổ tự tử, những người bạn và những người cùng tranh đấu với ông cho là, ông đã bị giết chết bởi cơ quan mật vụ KGB Belarus và có dính líu đến vụ bầu cử tổng thống Belarus vào ngày 19 tháng 12 năm 2010.

## chú thích
1. ↑  charter97.org: Vyzvalenne: Torture is used against political prisoners
2. ↑  "Netz ohne Maschen". SZ-Online. Truy cập ngày 16 tháng 5 năm 2011.
3. ↑  "Mutmaßlicher Suizid: Minsk lädt Experten zur Ermittlung von Journalistentod ein". RIA Novosti. Bản gốc lưu trữ ngày 14 tháng 9 năm 2010. Truy cập ngày 16 tháng 5 năm 2011.
4. ↑  "Weißrussland: Regimegegner tot aufgefunden". SZ-Online. Truy cập ngày 16 tháng 5 năm 2011.
5. ↑  "Belarusian Colleagues Remember Byabenin As Talented Journalist Who Was 'High On Life'". Radio Free Europe. Truy cập ngày 16 tháng 5 năm 2011.